# Planta perennifòlia
|  | Aquest article tracta sobre les plantes de fulles perennes. Si cerqueu informació sobre les plantes que viuen més de dos anys, vegeu «perenne». |

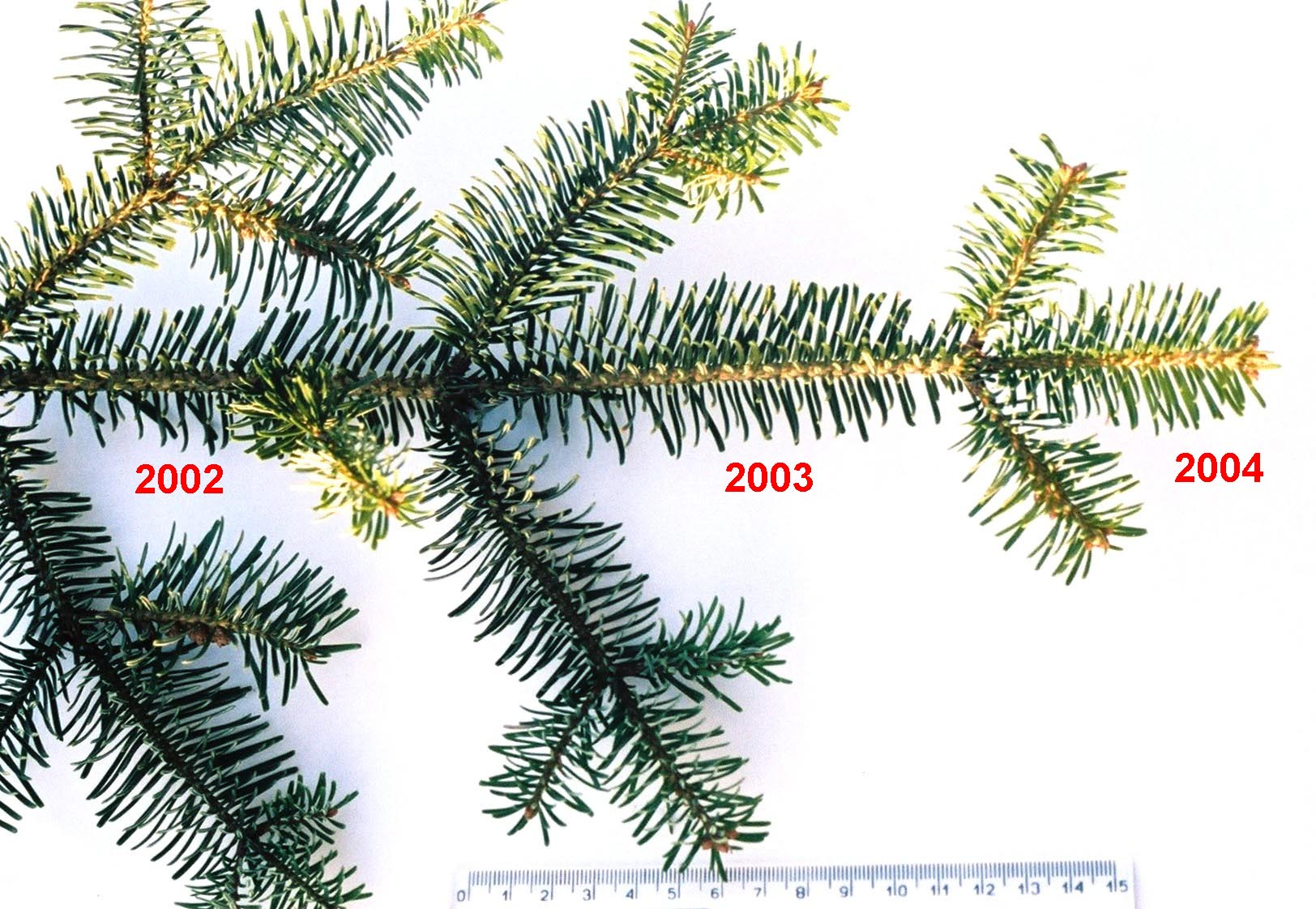
Una branca d'avet blanc que presenta tres anys successius de fulles perennifòlies.

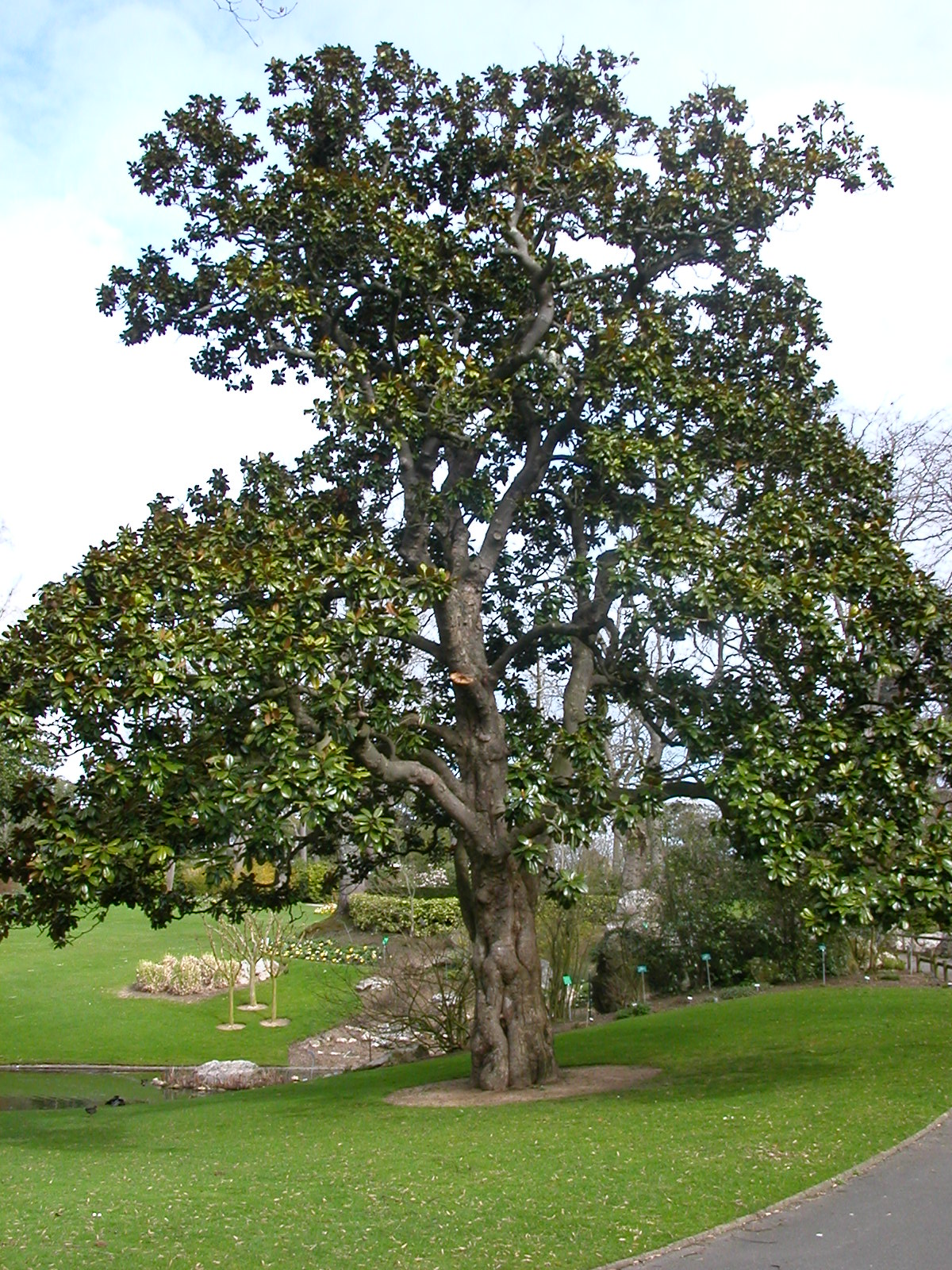
Una magnòlia (Magnolia grandiflora), una planta perennifòlia de fulla ampla.

En botànica, una planta perennifòlia o sempervirent és aquella que conserva les fulles al llarg de tot l'any. Això contrasta amb les plantes caducifòlies, que perden totes les fulles en certes èpoques de l'any. Hi ha molts tipus de plantes perennifòlies, són presents des de les zones de climes àrids fins a les de climes àrtics, passant per les de clima tropical. Entre les plantes perennifòlies de climes freds destaquen les espècies de coníferes.
Aquest tipus de plantes també reben el nom de perennes, malgrat que aquesta denominació s'empra comunament com a denominació de les plantes que viuen més de dos anys, i moltes en perden les fulles durant els períodes desfavorables i només romanen vives les parts subterrànies.
Les fulles individualment considerades de les plantes amb fullatge perennifoli viuen sovint dos o tres anys i cauen gradualment, principalment a la primavera en el moment en què són substituïdes per les noves i per això aparentment sempre tenen les mateixes.